# Carlo Airoldi
Carlo Airoldi (Origgio, Llombardia, 21 de setembre de 1869 - Milà, 18 de juny de 1929) va ser un atleta italià de marató, un dels millors del seu temps, que va intentar participar sense èxit en els primers Jocs Olímpics celebrats a Atenes el 1896.

## La boira del temps
Carlo Airoldi és un personatge que en els últims anys ha captat l'atenció del públic gràcies a la publicació, el 2005, del llibre La llegenda del corredor de marató (La leggenda del maratoneta) de Manuel Sgarella, i a l'aparició de documents històriques com els diaris d'atletes que van prendre part en aquells primers Jocs del 1896. Anteriorment poc se'n coneixia d'ell i encara avui es desconeix el dia i el lloc de la seva mort. El llibre de Sgarella és una de les poques fonts bibliogràfiques existents.
Però entre tots els personatges que van participar en els primers Jocs Olímpics d'Atenes, o que van intentar participar, Airoldi és el que està acaparant l'atenció per la forma en la qual va realitzar el seu viatge cap a Atenes –tot el món havia arribat en nau o en tren, però ell ho va fer a peu en una gran part–, així com per les peculiaritats de la mateixa iniciativa basada en la cerca del suport econòmic per afrontar el viatge a diferència, per exemple, dels atletes anglosaxons que viatjaven finançats per les seves universitats.

## Els inicis
Airoldi va néixer el 1869 a Origgio, a prop de Saronno, en el si d'una família camperola. Va començar a participar en competicions esportives per la zona de Varese, concretament la primera carrera documentada va ser a Gorla, i més tard en competicions nacionals i internacionals, on es va batre amb el millor rival d'aquell temps, el marsellès Louis Ortègue. El 1892 va triomfar en la Lecco-Milà i posteriorment va guanyar la Milà-Torí.
Molt aviat va ser considerat com un dels millors corredors de marató de la seva època. El seu gran èxit va ser la victòria en la Milà-Barcelona el setembre de 1895, una carrera dividida en dotze etapes per a realitzar els 1.050 quilòmetres de distància. Durant la competició, quan estava a trenta quilòmetres de la meta, va esperar el seu rival Louis Ortègue, que ja estava extenuat, se'l va carregar a les seves espatlles i va creuar la meta primer. Aquesta victòria li va valer un premi d'unes 2 000 pessetes.
El novembre 1895 va desafiar Buffalo Bill, que en aquells dies estava de gira per Itàlia, a una competició de 500 quilòmetres: Airoldi aniria a peu, mentre que Buffalo Bill a cavall. Tanmateix Buffalo Bill es va negar perquè pretenia tenir a la seva disposició dos cavalls.

## Els primers Jocs Olímpics
Airoldi va intentar participar en les primers Jocs Olímpics que s'havien de celebrar a Atenes el 1896, amb excel·lents perspectives de victòria. Però necessitava diners per arribar a la capital grega. Per tant, va demanar ajuda econòmica al director del diari milanès La Bicicletta, un dels més coneguts de l'època; el pla era que el viatge es realitzaria a peu travessant des d'Itàlia fins a Grècia. Una aventura que obligaria Airoldi a recórrer setanta quilòmetres cada dia per arribar a temps a Atenes. El diari anava a documentar totes les etapes i proveir tot el suport logistíc necessari.
Airoldi va marxar des de Milà a Split, passant per Trieste i Rijeka, i després continuar resseguint les costes de l'Adriàtic. Quan se li va aconsellar que evités Albània, va agafar una nau austríaca fins a Patrás, des d'on va arribar a Atenes altre cop a peu, seguint el recorregut del ferrocarril perquè no hi havia cap altra ruta.
El més gros va ser que després d'aquest viatge de 28 dies, Airoldi no va poder participar en el marató. Per inscriure's en els Jocs, es va dirigir al Palau Real, on va ser examinat pel príncep Constantí, president del Comitè Olímpic Internacional. Quan Constantí va saber del premi en diners rebuts per haver guanyat la competició Milà-Barcelona, va decidir que Airoldi era un professional i, per tant, no podia participar com a atleta olímpic. Per a res no van servir els telegrames enviats des d'Itàlia per associacions i comitès esportius, el que va aixecar sospites que els organitzadors estaven excloent expressament del marató un atleta tant temut com Airoldi, per afavorir els corredors grecs, que tenien un especial interès a guanyar aquesta competició.
Airoldi mai no va acceptar la decisió i va desafiar al guanyador de la marató olímpica, el grec Spyridon Louis, però aquest mai no va respondre al desafiament.

## Els darrers anys
A la seva tornada a Itàlia, Airoldi va intentar moltes vegades batre el rècord aconseguit per Spyridon Louis, sense poder aconseguir.
Va continuar competint a Llombardia. El 31 d'agost de 1897 va participar en el primer campionat pedestre italià arribant segon. El 1898 es va traslladar a Suïssa per buscar feina; va treballar a Berna i a Zúric. El 4 de setembre de 1898 va córrer a Zuric els 5.000 metres en 19' 45" corrent contra un "cavall". El 1899 va prendre part en la París-Marsella abans de traslladar-se a Berna. El 16 de setembre de 1900 va guanyar la Friburg-Berna. Més endavant, després d'una breu estada a Milà, va marxar a Amèrica del Sud, però va tornar a Itàlia el 1902 i es va quedar treballant en el món de l'esport com a organitzador de competicions i després com a dirigent de societats esportives. Es desconeix el lloc i la data exacte de la seva mort.